# حشيشة الصليب البحري
حشيشة الصليب البحري (الاسم العلمي: Crucianella maritima) هو نبات عشبي من الفصيلة الفوية؛ وصفها كارلوس لينيوس في كتابه أنواع النباتات 1: 109، في عام 1753.

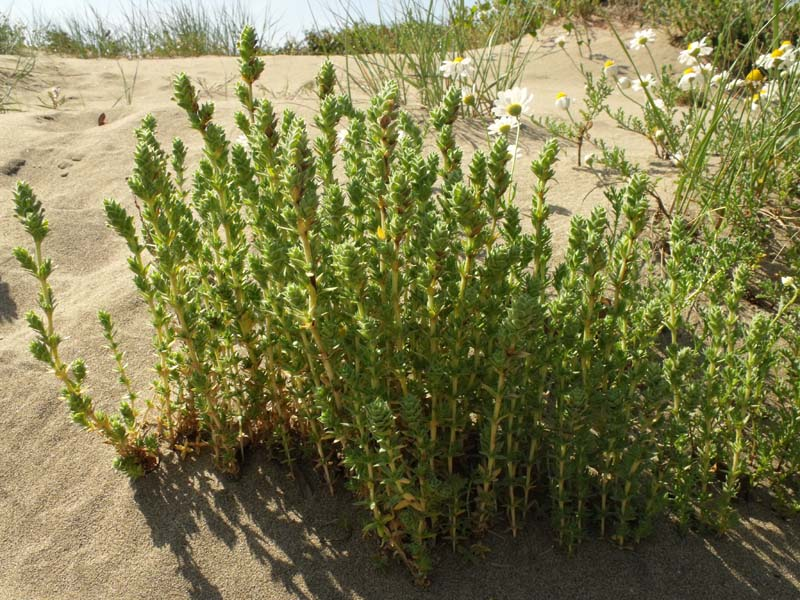